# لورني ديفيس
لورني ديفيس هو لاعب هوكي الجليد كندي، ولد في 20 يوليو 1930 في ريجاينا في كندا، وتوفي في 20 ديسمبر 2007.

## وصلات خارجية
- لورني ديفيس على موقع دوري الهوكي الوطني (الإنجليزية)
- لورني ديفيس على موقع قاعة مشاهير الهوكي (لاعب أن.إتش.أل) (الإنجليزية)
- لورني ديفيس على موقع EliteProspects.com (الإنجليزية)
- لورني ديفيس على موقع HockeyDB.com (الإنجليزية)
- لورني ديفيس على موقع Hockey-Reference.com (الإنجليزية)